# L'Oller (Manresa)
l'Oller és un mas a mig camí dels nuclis de Sant Salvador de Guardiola i Manresa (al Bages) protegit com a bé cultural d'interès local. Mas de grans proporcions format per diversos cossos i tancat per un mur de pedra que dona lloc a un gran pati davant la façana de llevant, on hi ha l'accés. La construcció està bastida en pedra, en part vista i en part arrebossada.
A façana de migdia, un cos de galeria afegit, amb arcs rodons i pilars de secció quadrada, de pedra sorrenca, amb capitells. A les golfes s'obre un ritme d'obertures en arc rodó.
A la façana de llevant, s'avança un cos a nivell de planta baixa en forma de porxo, amb tres voltes de canó bastides en pedra i amb una terrassa al damunt. La resta de la façana és arrebossada, amb predomini del ple sobre el buit.
Presenta cobertes a dues i quatre aigües en els diferents cossos. Es conserva un campanar d'espadanya de línies barroques, com a resta d'una antiga capella, en part ensorrada.